# Autostrada A34 (Portugalia)
Autostrada A34 (port. Autoestrada A34, Autoestrada de Pombal) – autostrada w środkowej Portugalii, przebiegająca przez dystrykt Leiria.
Autostrada złączy drogę  z Pombal i dalej biegnie jako droga .